# Morgan Burkhart
Morgan Burkhart (St. Louis, 29 gennaio 1972) è un ex giocatore di baseball e allenatore di baseball statunitense, attuale coaching assistant dei San Diego Padres (MLB)..
Da giocatore, in MLB Burkhart ha vestito le maglie di Boston Red Sox (2000-2001) e Kansas City Royals (2003), con una parentesi in Giappone ai Fukuoka Daiei Hawks (NPB).